# 2022年阿拉巴馬州副州長選舉
2022年阿拉巴馬州副州長選舉將於2022年11月8日舉行，選舉阿拉巴馬州副州長 。選舉將與其他各種聯邦和州選舉同時舉行，包括 阿拉巴馬州州長。初選將於5月24日舉行，如果候選人未能獲得多數票，則定於6月21日舉行決選。
現任共和黨副州長威爾·安斯沃思正在競選連任。他在2018年首次當選，接替凯·艾维於2017年繼任州長後空缺職位。